# Phạm Hoàng Nam
Phạm Hoàng Nam (sinh ngày 2 tháng 4 năm 1966) là nhà quay phim (đạo diễn hình ảnh), đạo diễn âm nhạc và sự kiện Việt Nam. Năm 1999, ông giành đươc giải Quay phim xuất sắc tại Liên hoan phim Việt Nam lần thứ 12 với hai bộ phim Ai xuôi vạn lý và Hải Nguyệt. Ngoài ra, ông còn giành được giải Mai Vàng 2006 hạng mục Đạo diễn ca nhạc. Trong các đạo diễn sự kiện ở Việt Nam, Phạm Hoàng Nam được mệnh danh là "phù thủy ánh sáng".

## Tiểu sử
Phạm Hoàng Nam sinh ngày 2 tháng 4 năm 1966 tại Hà Nội, trong gia đình có truyền thống nghề hàng hải, năm 15 tuổi, ông được ba mua cho chiếc máy ảnh tự động trong chuyến công tác nước ngoài. Phạm Hoàng Nam thi vào Trường ngoại giao - trường cao điểm nhất thời bấy giờ - nhưng bị thiếu nửa điểm, ông không nộp hồ sơ vào những trường thấp điểm hơn mà xin làm ở ban ảnh của Thông tấn xã Việt Nam. Ở đây, ông học hỏi được nhiều  nhà nhiếp ảnh tên tuổi, mê chụp ảnh, ông mày mò tự in tráng, phóng ảnh. Khi nghe một người quen của gia đình kể về lớp quay phim của trường sân khấu điện ảnh, ông đã nộp đơn thi tuyển vào lớp quay phim và sau đó dành được suất học bổng đi du học.

## Sự nghiệp
Phạm Hoàng Nam học 8 năm tại trường điện ảnh VGIK của Liên Xô sau này còn có thêm Đặng Lưu Việt Bảo, Hữu Mười, Đoàn Minh Tuấn và Ngô Phương Lan. Do thời gian này Liên Xô đang bước vào giai đoạn cải tổ nên số tiền học bổng không đủ. Ông phải đi làm công nhân xây dựng, quay phim - chụp ảnh thuê để trang trải chi phí học tập và sinh hoạt, đồng thời học thêm về ngành đạo diễn.

### Điện ảnh
Năm 1991, Phạm Hoàng Nam tốt nghiệp, đến năm 1993 khi về nước, ông không thể xin được việc tại Hà Nội nên ông vào Thành phố Hồ Chí Minh tìm cơ hội và xin được vào Hãng phim Giải Phóng. Lưỡi dao là bộ phim điện ảnh đầu tay mà ông thực hiện cùng đạo diễn Lê Hoàng, bộ phim đã rất thành công khi giành được Giải A của Hội Điện ảnh Việt Nam và Bằng khen tại Liên hoan phim Việt Nam lần thứ 11, Phạm Hoàng Nam cũng giành được giải Camera vàng của liên hiên phim nước ngoài. Sau thành công này, Phạm Hoàng Nam được xem như là tay máy "ruột" của Lê Hoàng khi cùng hợp tác trong 4 bộ phim khác sau đó. Năm 2001, Phạm Hoàng Nam tham gia quay chính cho hai bộ phim của Hãng phim Giải Phóng là Ai xuôi vạn lý do Lê Hoàng đạo diễn và Hải Nguyệt do Trần Mỹ Hà đạo diễn, qua đó, Hoàng Nam giành đươc giải Quay phim xuất sắc tại Liên hoan phim Việt Nam lần thứ 12. Trong 10 năm tại Hãng phim Giải Phóng, ông  là một nhân viên nhà nước, ông tham gia dạy học trong trường điện ảnh, góp ý các chương trình đào tạo, bỏ tiền túi mua sách nước ngoài về kêu gọi đồng nghiệp dịch lại để cập nhật nhưng không ai ủng hộ. Phạm Hoàng Nam đóng vai trò quay phim cho các sản phầm của Hãng sản xuất với mức thù lao trên 5 triệu đồng mỗi phim, với các tác phẩm bên ngoài, ông đóng vai trò đạo diễn nhưng chi nhận làm các dự án mình thích. Năm 2001, khi nhạc sĩ Trịnh Công Sơn qua đời, Phạm Hoàng Nam được chọn làm đạo diễn liveshow Như một lời chia tay được tổ chức như một lời tiễn biệt nhạc sĩ. Tính đến năm 2011, Phạm Hoàng Nam đã thực hiện 8 liveshow lớn về nhạc Trịnh. Ngoài công việc quay phim và đạo diễn, Phạm Hoàng Nam còn tham gia đào tạo các lớp quay phi tại Trường Đại học Sân khấu – Điện ảnh Thành phố Hồ Chí Minh.
...tôi không thích mọi người gọi tôi là quay phim số 1. Số 1 chẳng nói lên được gì cả vì nghề này mênh mông vô tận và tôi đang ở tít cuối con đường nên còn lâu mới đạt tới đích.
 — Phạm Hoàng Nam (2003)
Năm 2004, ông xin nghỉ việc và hoạt động tự do, thời gian sau này ông chuyển dần sang làm đạo diễn cho các sự kiện, song ông cho biết vẫn sẵn sàng trở lại nếu Hãng có cơ chế hoạt động mới hay có phim phù hợp. Năm 2005, ông đạo diễn bộ phim tài liệu Ngày mai cho bạn và tôi, phim do Liên hiệp quốc đặt hàng. Cũng trong năm 2005, Phạm Hoàng Nam hợp tác với nhà sản xuất Phước Sang thực hiện bộ phim Khi đàn ông có bầu, đây là phim điện ảnh duy nhất mà Phạm Hoàng Nam làm trò đạo diễn, mặc dù rất thành công về doanh thu và thị hiếu, nhưng lại bị xem là "bước lùi" trong phong cách làm phim của ông. Bản thân ông cũng khẳng định sẽ không bao giờ làm bộ phim thị trường nào nữa.

### Đạo diễn sự kiện nghệ thuật
Kể từ sau bộ phim Trai nhảy hợp tác với Lê Hoàng năm 2007, Phạm Hoàng Nam hầu như chuyển hẳn sang công việc đạo diễn các sự kiện âm nhạc thường niên, mặc dù với ông đây chỉ là hướng đi nhất thời, đam mê lớn nhất vân là điện ảnh. Sau khi giành giành giải Mai Vàng 2006 ở hạng mục Đạo diễn ca nhạc, Phạm Hoàng Nam tham gia làm đạo diễn cho các lễ trao giải của giải thưởng này trong 3 năm tiếp theo. Lễ trao giải Mai Vàng 2007 do ông đạo diễn được đánh giá tốt với sự chặt chẽ về bố cục, tạo ấn tượng về hình ảnh. Ông tham gia chỉnh sửa kịch bản điện ảnh "Thiên đô" do Nguyễn Mạnh Tuấn viết, một dự án của Đại lễn 1000 năm Thăng Long - Hà Nội, nhưng vì có sự thay đổi thành viên quản lý nên kịch bản điện ảnh phải sửa đổi thành kịch bản truyền hình với tựa đề Huyền sử Thiên Đô. Dù được mời tiếp tục dự án nhưng Phạm Hoàng Nam đã từ chối. Vì chỉ tham gia các dự án phim phù hợp với cách làm và cảm nhận kịch bản nên ông đã từ chối khá nhiều dự án sau đó như Thủ tướng, Chuông reo là bắn, Long Thành cầm giả ca, Xóm chuột. Năm 2014,ông và đạo diễn Quốc Trung cùng tổ chức Monsoon Music Festival lần thứ nhất và tiếp tục theo dự án này trong những năm tiếp theo.

## Tác phẩm

### Điện ảnh
| Năm  | Tựa đề                          | Đạo diễn       | Vai trò   | Hình thức     |
| ---- | ------------------------------- | -------------- | --------- | ------------- |
| 1995 | Lưỡi dao                        | Lê Hoàng       | Quay phim | Phim điện ảnh |
| 1996 | Ai xuôi vạn lý                  | Lê Hoàng       | Quay phim | Phim điện ảnh |
| 1998 | Hải Nguyệt                      | Trần Mỹ Hà     | Quay phim | Phim điện ảnh |
| 1999 | Chiếc chìa khóa vàng            | Lê Hoàng       | Quay phim | Phim điện ảnh |
| 2002 | Mê Thảo - Thời vang bóng        | Việt Linh      | Quay phim | Phim điện ảnh |
| 2003 | Gái nhảy                        | Lê Hoàng       | Quay phim | Phim điện ảnh |
| 2004 | Gái nhảy 2 - Lọ lem hè phố      | Lê Hoàng       | Quay phim | Phim điện ảnh |
| 2005 | Khi đàn ông có bầu              | Phạm Hoàng Nam | Đạo diễn  | Phim điện ảnh |
| 2005 | Ngày mai cho bạn và tôi         | Phạm Hoàng Nam | Đạo diễn  | Phim tài liệu |
| 2007 | Trai nhảy                       | Lê Hoàng       | Quay phim | Phim điện ảnh |
| 2010 | Trần Văn Khê - Người truyền lửa | Phạm Hoàng Nam | Đạo diễn  | Phim tài liệu |

### Âm nhạc
| Năm  | Chương trình                       | Biểu diễn   | Định dạng              | Vai trò                      | Sản xuất                        |
| ---- | ---------------------------------- | ----------- | ---------------------- | ---------------------------- | ------------------------------- |
| 1996 | Thuyền Mơ - Dương Thiệu Tước       | Nhiều ca sĩ | Chương trình ca nhạc   | Đạo diễn                     | Hãng phim Trẻ                   |
| 1996 | Những Tình Khúc Vượt Thời Gian     | Nhiều ca sĩ | Chương trình ca nhạc   | Đạo diễn                     | Hãng phim Trẻ                   |
| 1996 | Hà Nội Mùa Vắng Những Cơn Mưa      | Nhiều ca sĩ | Chương trình ca nhạc   | Đạo diễn                     | Hãng phim Trẻ                   |
| 1998 | Đóa Hoa Vô Thường - Trịnh Công Sơn | Nhiều ca sĩ | Chương trình ca nhạc   | Đạo diễn                     | Hãng phim Trẻ                   |
| 1998 | Tóc ngắn                           | Mỹ Linh     | Album âm nhạc          | Đạo diễn                     |                                 |
| 2001 | Những nẻo đường miền Trung         | Nhiều ca sĩ | Chương trình ca nhạc   | Đạo diễn                     | Vân Sơn Ent.                    |
| 2001 | Mỹ Tâm Vol. 1 - Mãi Yêu            | Mỹ Tâm      | Album âm nhạc          | Đạo diễn                     |                                 |
| 2002 | Họa mi hót trong mưa               | Hồng Nhung  | Video âm nhạc - Single | Đạo diễn                     | VTV – Bài hát tôi yêu lần thứ 1 |
| 2004 | Em tôi                             | Thanh Lam   | Video âm nhạc - Single | Đạo diễn                     | VTV – Bài hát tôi yêu lần thứ 2 |
| 2005 | Người ở người về                   | Thanh Lam   | Video âm nhạc - Single | Đạo diễn                     | VTV – Bài hát tôi yêu lần thứ 3 |
| 2004 | Đường xa vạn dặm                   |             | Album + liveshow       | Đạo diễn                     | Quốc Trung                      |
| 2011 | Vòng tròn                          | Hồng Nhung  | Video âm nhạc - Single | Đạo diễn                     |                                 |
| 2021 | Arise 21- ta sẽ hồi sinh           | Nhiều ca sĩ | Video âm nhạc - Single | Đạo diễn / Cố vấn nghệ thuật |                                 |

## Sự kiện

### Chương trình âm nhạc
| Năm  | Chương trình                          | Hình thức | Chú thích |
| ---- | ------------------------------------- | --------- | --------- |
|      | Nghe mưa (Dương Thụ - Bảo Chấn)       |           |           |
| 2000 | Trần Tiến - Ngẫu hứng                 | Liveshow  |           |
| 2001 | Trịnh Công Sơn - Như một lời chia tay | Liveshow  |           |
| 2005 | Trịnh Công Sơn - Đêm thần thoại       | Liveshow  |           |
| 2006 | Hồng Nhung - Như cánh vạc bay         | Liveshow  |           |
| 2006 | Phạm Duy - ngày trở về                | Liveshow  |           |
| 2006 | Tuấn Ngọc - Riêng một góc trời        | Liveshow  |           |
| 2006 | Hát thầm – Thanh Hoa                  | Liveshow  |           |
| 2006 | Mỹ Linh Tour 06                       | Tour diễn |           |
| 2007 | Trịnh Công Sơn - Rơi lệ ru người      | Liveshow  |           |
| 2008 | Phạm Duy - Con đường tình ta đi       | Liveshow  |           |
| 2008 | Quốc Bảo in concert - Tình ca hồng    | Liveshow  |           |
| 2009 | Cẩm Ly - Tự tình quê hương            | Liveshow  |           |
| 2009 | Minh Tuyết in Vietnam                 | Liveshow  |           |
| 2009 | Có đâu bao giờ                        | Minishow  |           |
| 2009 | Bảo Phúc - Về với dòng sông           | Liveshow  |           |
| 2011 | Trịnh Công Sơn - Bóng núi             | Liveshow  |           |
| 2014 | Bóng núi                              | Liveshow  |           |
| 2014 | Live concert Khánh Ly                 | Liveshow  |           |
| 2014 | Xuân Hinh – kẻ chọc cười dân dã       | Liveshow  |           |
| 2017 | Nhớ và quên - Phạm Tuyên              | Liveshow  |           |
| 2017 | Hẹn gặp lại - Trần Lập                | Liveshow  |           |
| 2017 | Quang Dũng - Giấc mơ mang tên mình    | Liveshow  |           |
| 2023 | Đàn chim Việt - Văn Cao               | Liveshow  |           |
| 2024 | Dòng sông kể chuyện - VTV             | Nhạc hội  |           |

### Chương trình nghệ thuật
| Năm       | Chương trình                          | Vai trò                                   |
| --------- | ------------------------------------- | ----------------------------------------- |
| 2006-2012 | Đẹp Fashion Show 6-7-8-11-21          | Đạo diễn                                  |
| 2008-2010 | Giải Mai Vàng lần thứ 13-14-15        |                                           |
| 2011-2013 | Elle Fashion Show                     |                                           |
| 2009-2014 | Zing Music Awards                     |                                           |
| 2012      | Giải âm nhạc Cống hiến                |                                           |
| 2012      | HTV Awards                            |                                           |
| 2012      | Thử thách cùng bước nhảy              |                                           |
| 2013      | Ðêm hội chân dài 6-7                  |                                           |
| 2014      | Hoa hậu Việt Nam                      | Tổng đạo diễn                             |
| 2014      | Biển nhớ - Đỗ Mạnh Cường              |                                           |
| 2014-2017 | Giai điệu tự hào                      | Chỉ đạo nghệ thuật                        |
| 2016      | Ionah Show                            | Đạo diễn                                  |
| 2017      | Thu vọng nguyệt, kết nối xưa và nay   | Đạo diễn                                  |
| 2018      | Chào 2018 – Giai điệu truyền cảm hứng | Đạo diễn                                  |
| 2018      | Canaval Hạ Long                       | Đạo diễn                                  |
| 2018      | Vũ hội Ánh dương                      | Tổng đạo diễn                             |
| 2019      | Chào 2019                             | Đạo diễn                                  |
| 2019      | Vũ điệu trên mây                      |                                           |
|           | Tạ ơn - Hoàng Hải                     |                                           |
| 2023      | Dòng sông kể chuyện                   | Cố vấn nghệ thuật - Đạo diễn ánh sáng     |
| 2024      | Dòng sông kể chuyện 2                 | Đạo diễn tiết mục: Chuyến tàu huyền thoại |

### Sân khấu
| Năm  | Vở diễn                | Đồng đạo diễn | Chú thích |
| ---- | ---------------------- | ------------- | --------- |
| 2014 | Thiên Thiên            | Việt Linh     |           |
| 2024 | Chuyến tàu huyền thoại |               |           |

## Giải thưởng
| Năm  | Giải thưởng                        | Hạng mục                            | Kết quả                             | Chú thích         |
| ---- | ---------------------------------- | ----------------------------------- | ----------------------------------- | ----------------- |
| 1999 | Liên hoan phim Việt Nam lần thứ 12 | Quay phim xuất sắc                  | Đoạt giải                           | [ 11 ]            |
| 2004 | VTV – Bài hát tôi yêu lần thứ 2    | Giải thưởng của Hội đồng nghệ thuật | Giải thưởng của Hội đồng nghệ thuật | Giải cho tác phẩm |
| 2005 | VTV – Bài hát tôi yêu lần thứ 3    | Giải thưởng của Hội đồng nghệ thuật | Giải thưởng của Hội đồng nghệ thuật | Giải cho tác phẩm |
| 2006 | Giải Mai Vàng lần XI               | Đạo diễn ca nhạc                    | Đề cử                               | [ 21 ]            |
| 2007 | Giải Mai Vàng lần XII              | Đạo diễn ca nhạc                    | Đoạt giải                           | [ 22 ]            |
| 2008 | Giải Mai Vàng lần XIII             | Đạo diễn ca nhạc                    | Đề cử                               | [ 23 ]            |
| 2009 | Giải Mai Vàng lần XIV              | Đạo diễn ca nhạc                    | Đề cử                               | [ 24 ]            |
| 2010 | Giải Mai Vàng lần XV               | Đạo diễn ca nhạc                    | Đề cử                               | [ 25 ]            |